# Churchill Museum and Cabinet War Rooms

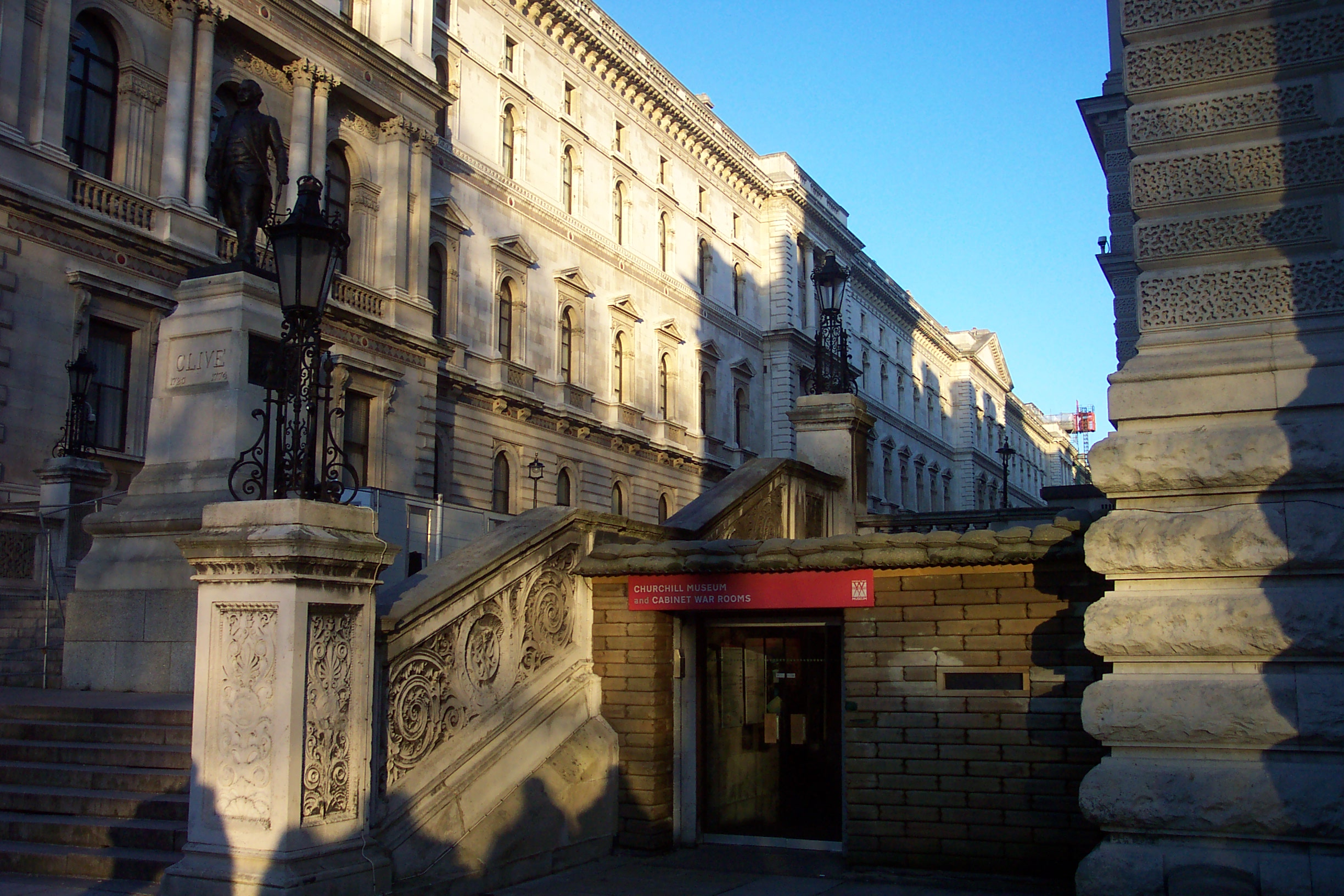
Ingang Cabinet War Rooms

De Churchill Museum and Cabinet War Rooms is een museum in Londen en een van de vijf onderdelen van het Imperial War Museum. De Cabinet War Rooms maken deel uit van een ondergronds complex dat diende als verblijfplaats van het Britse oorlogskabinet tijdens de Tweede Wereldoorlog. Zolang de oorlog duurde had de Britse premier Winston Churchill daar zijn kantoor.

## Geschiedenis
Tijdens de Eerste Wereldoorlog was er een geheel nieuwe vorm van oorlogsvoering ontstaan. Grote steden waren voor het eerst doelwit van luchtaanvallen en bombardementen door zeppelins. Hoewel deze aanvallen militair niet erg effectief waren, door hun ontwerp zijn luchtschepen erg kwetsbaar voor afweergeschut, zorgden ze wel voor veel angst onder de bevolking.
Na de Eerste Wereldoorlog, en met name door de opkomst van gespecialiseerde bommenwerpers, ontstond de vrees dat grote steden als Londen, en Whitehall in het bijzonder, doelwit zouden  worden van luchtaanvallen wanneer er opnieuw een oorlog zou uitbreken. Eind jaren twintig en begin jaren dertig werd de kans op een nieuwe oorlog steeds waarschijnlijker geacht. De vraag rees hoe de Prime Minister (premier), zijn kabinet en de legertop het best konden worden beschermd in die omstandigheden.

"I think it well ... for the man in the street to realise that there is no power on earth that can protect him from being bombed. Whatever people may tell him, the bomber will always get through."
— Stanley Baldwin, 1932

Toen de RAF een doemscenario schetste van een mogelijke luchtaanval in de eerste week van de oorlog met honderdduizenden doden werd in eerste instantie besloten tot uitbreiding van kantoren onder de grond en een uitgebreid tunnelstelsel in het centrum en noordwesten van Londen. Ook de versteviging van kantoormuren werd uitgevoerd om bomschade aan gebouwen zo veel mogelijk te beperken. Men werd echter op een gegeven moment bang voor de opinie van het volk. Zij wilden niet dat gedacht werd dat hun leiders hen in de steek lieten. Daarom ging men op zoek naar een geschikte locatie in het centrum van de stad. Men koos voor de kelder van het ministerie van financiën (HM Treasury) dat gelegen was tussen de Houses of Parliament en Downing Street 10. Dit gebouw was het sterkst van alle gebouwen in de wijk Whitehall waar het Parlement zetelde.
De bouw van de Cabinet War Rooms begon in juni 1938. Men verbouwde de kelder, die ruim drie meter onder de grond lag, zodanig dat de belangrijkste onderdelen van de regering en het militaire informatiecentrum zich daar konden vestigen. De kelders werden als een tijdelijke oplossing gezien. De verbouwing werd overzien door majoor–generaal Sir Hastings Ismay en majoor Sir Lesley Hollis. De locatie werd in gebruik genomen op 27 augustus 1939, exact een week voor de Duitse inval in Polen. Uiteindelijk werd dit tijdelijke onderkomen zes jaar gebruikt.
Na de overgave van de Japanse troepen in augustus 1945 waren de ruimten niet meer nodig. Op 16 augustus 1945 werden de lichten van de centrale kaartkamer uitgedaan en het pand afgesloten. Het complex werd intact gehouden totdat het parlement in 1948 besloot het te benoemen tot nationaal monument. Men kon de ruimten bezoeken, echter onder strenge supervisie. Slechts weinigen waren nog op de hoogte van het bestaan van het complex.
Pas in 1981, toen eerste minister Margaret Thatcher besloot dat de ruimten makkelijker toegankelijk moesten worden voor het publiek, werd het bestaan van de ruimten wereldwijd bekend. De hierop volgende drie jaren werd het complex zodanig verbouwd en geconserveerd dat bezoekers een duidelijk beeld kregen van het complex en van de mensen die er werkten.

## Heden
Na een uitbreiding in 2003 werd het museum heropend in 2005 als Churchill Museum and Cabinet War Rooms, waarbij de uitbreiding gewijd is aan en tentoonstelling over het werk en leven van Sir Winston Churchill.